# 蔵の郷土館齋理屋敷

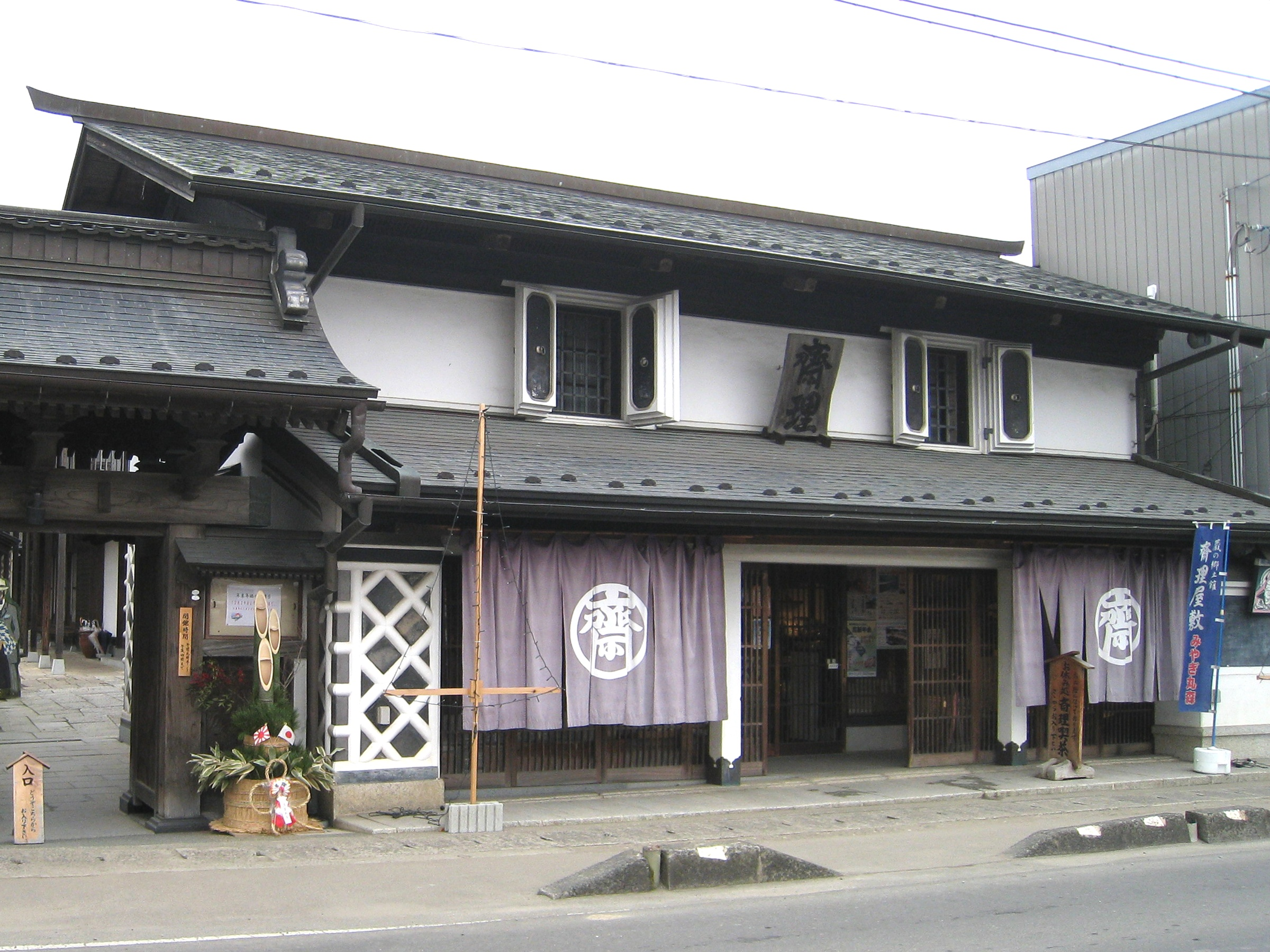
齋理屋敷の店蔵

蔵の郷土館齋理屋敷（くらのきょうどかんさいりやしき）は、宮城県伊具郡丸森町にある博物館である。

## 概要
齋理屋敷は、七代にわたって繁栄した豪商である齋藤家の屋敷を改装した博物館で、齋藤家の歴代当主が齋藤 理助（さいとう りすけ）を名乗ったことから齋理と呼ばれている。
6535平方メートルの敷地内には、往時の居宅1棟と蔵6棟、石造りの浴室1棟に加えて、丸森町が新築した建物2棟の合計10棟が立ち並んでいる。県道45号線に面した店蔵は、1848年（嘉永元年）に建てられた屋敷内で最古の建物となっている。
2011年1月、12の建造物が国の登録有形文化財に登録された。

## 略史
齋理が事業を始めたのは江戸時代後期の1804年（文化元年）、丸森の洪水対策として行われた市街地の移転事業である町場替えと同時で、呉服太物商を皮切りに養蚕へと事業を広め、生糸の相場で財を成した。
明治以後は味噌・醤油の醸造販売や金融業を展開して、また縫製工場や発電所を建設している。
第二次世界大戦後、地主制の解体を目的とした農地改革により土地を失い、新たな事業の開拓にも失敗したため、146年間続いた歴史の幕を1950年（昭和25年）に下ろす。
1986年、齋藤家七代目当主から蔵や屋敷、収蔵品の寄贈を受けた丸森町は、2年をかけて寄贈品の調査を実施、建物の改装を行って、1988年7月に蔵の郷土館齋理屋敷を開館した。
指定管理者制度が導入された2006年4月1日以降、齋理屋敷の管理運営は財団法人阿武隈ライン保勝会が行っていたが、2014年4月に（一財）丸森町観光物産振興公社に統合した。

## 文化財
登録有形文化財
- 店蔵
- 住の蔵
- 業の蔵
- 時の蔵
- 嫁の蔵
- 童の蔵
- 石風呂
- 避雷針用鉄塔
- 外灯
- 電線用石柱
- 表門
- 裏門及び塀

## 利用情報
開館時間
9:30 - 17:00 （3月 - 5月）
9:30 - 17:30 （6月 - 8月）
9:30 - 17:00 （9月 - 11月）
9:30 - 16:30 （12月 - 2月）
入館は閉館時刻の30分前まで
休館日
毎週月曜日 （祝日の場合は翌日）
駐車場20台

## 交通アクセス
阿武隈急行線 丸森駅からバスで7分、徒歩で25分。